# Денисов, Дмитрий Витальевич
Дмитрий Витальевич Денисов (род. 5 июля 1970, Уфа) — советский и российский хоккеист, нападающий. Мастер спорта России международного класса (1993).

## Биография
Окончил Челябинский институт физической культуры (1994). Воспитанник СДЮСШОР «Салават Юлаев», тренеры В. Н. Денисов, Ф. С. Карюков. Играл за клубы «Салават Юлаев» (1987—95, 1998—99), «Амбри-Пиотта», Швейцария (1995/96), «Брюнес», Швеция (1996/97), «Литвинов», Чехия (1997/98), «Северсталь» Череповец (1999—2002), «Молот-Прикамье» (2002/03), «Крылья Советов» (2002/03), «Мечел» (2003—2005), «Газовик» Тюмень (2005/06), «Торос» (2007/08).
Двукратный лучший бомбардир чемпионата России: 40 шайб в сезоне-1993/94, 43 — в сезоне 1994/95 (рекорд побит Сергеем Мозякиным в сезоне 2016/17 — 48 шайб).
Обладатель Кубка Международной федерации хоккея (1994), бронзовый призёр чемпионатов МХЛ (1995) и России (2001). Победитель турнира на приз газеты «Известия» (1992, 1993). Член сборной команды России (1992—95). Участник Олимпийских игр (1994).
После окончания карьеры игрока стал работать генеральным менеджером ХК «Торос» (2015/16 — 2016/17).